# Amyciaeini
Amyciaeini Simon, 1895 è una tribù di ragni appartenente alla famiglia Thomisidae.

## Distribuzione
I due generi oggi noti di questa tribù sono diffusi in Asia orientale, sudorientale, Australia e Africa centrale.

## Tassonomia
A dicembre 2013, gli aracnologi riconoscono 2 generi appartenenti a questa tribù:
- Amyciaea Simon, 1885 - India, Australia, Sierra Leone, Vietnam, Nuova Guinea, dalla Cina alla Malesia, Costa d'Avorio, Singapore, Sumatra
- Pseudamyciaea Simon, 1905 - Giava